# Sallustio Stombelli
Sallustio Stombelli (Vailate, 27 novembre 1923 – ...) è stato un calciatore e allenatore di calcio italiano, di ruolo ala destra.

## Caratteristiche tecniche
Stombelli era una mezzala, tecnicamente dotata e abile nell'impostazione del gioco.

## Carriera

### Giocatore
Esordisce poco più che diciottenne nel campionato di Serie A 1941-1942 con la maglia dell'Atalanta, il 22 febbraio 1942 nella vittoria interna per 3-0 sul Modena. Nella sua prima stagione colleziona 4 presenze con una rete, realizzata il 25 aprile 1943 sul campo della Lazio. Nella stagione successiva le presenze salgono a 11, con 4 reti.
Durante l'interruzione bellica dei tornei nazionali milita nella Cremonese, per poi ritornare all'Atalanta per il campionato 1945-1946. Con i bergamaschi disputa 4 partite realizzando un gol, nella sconfitta sul campo del Milan. Nel 1946 scende in Serie B, ingaggiato dal Piacenza; in Emilia gioca una sola partita, la prima di campionato sul campo della Mestrina, e al termine del campionato viene ceduto alla Trevigliese, in Serie C. Chiude la carriera tra i dilettanti con il Caravaggio.

### Allenatore
Nella stagione 1966-1967 Allena il Melzo nel campionato di Prima Categoria. Nel 1971-1972 guida il Vailate, neonata squadra partecipante al campionato di Terza Categoria.